# 1922 na Alemanha
Esta é uma cronologia dos fatos acontecimentos de ano 1922 na Alemanha.

## Eventos
- 16 de abril: O Tratado de Rapallo é firmado entre a Alemanha e a Rússia.
- 24 de junho: O ministro das Relações Exteriores alemão, Walther Rathenau, é assassinado pelos estudantes nacionalistas após sair da sua casa em Berlin.[1][2]